# 大奥婦女記
『大奥婦女記』（おおおくふじょき）は、松本清張の連作時代小説。『新婦人』に連載され（1955年10月号 - 1956年12月号）、1957年3月に講談社ロマン・ブックスより刊行された。春日局の時代から天保期に至る、江戸城大奥の権力をめぐる女性像を描く。

## 構成
- 連作各編のタイトルは以下の通り。
  - 第1話『乳母将軍』
  - 第2話『矢島局の計算』
  - 第3話『京から来た女』
  - 第4話『予言僧』
  - 第5話『献妻』
  - 第6話『女と僧正と犬』
  - 第7話『元禄女合戦』
  - 第8話『転変』
  - 第9話『絵島・生島』
  - 第10話『ある寺社奉行の死』
  - 第11話『米の値段』
  - 第12話『天保の初もの』

## 主な登場人物
大奥関係者
- 春日局
- 永光院 (お万の方)
- 矢島局
- 飛鳥井局
- 姉小路局
- 桂昌院
- 瑞春院 (お伝の方)
- 鷹司信子
- 右衛門佐局 (常磐井局)
- 月光院
- 絵島
- 姉小路 (和宮の大叔母)

周辺人物
- 徳川家康
- 徳川家光
- 徳川家綱
- 久世広之
- 酒井忠勝 (小浜藩主)
- 阿部忠秋
- 井上正就
- 徳川綱吉
- 亮賢
- 牧野成貞
- 隆光
- 柳沢吉保
- 間部詮房
- 生島新五郎
- 脇坂安董
- 荻原重秀
- 水野忠邦

## エピソード
- 日本近世史学者の大石学は「賢い矢島局が三百石を得るという話は『徳川諸家系譜第一』にあるエピソードである。完全な空想ではなく、清張は歴史資料を踏まえている」「大奥の女性が隠れてお寺で男性と会う。作品では、脇坂安董はその事件を摘発したために毒殺されたとあるが[注釈 1]、『大日本近世史料・柳営補任Ⅰ』でみると、普通に亡くなっている。清張は、こういうフィクションを時々織り交ぜるので、幻惑される」「清張作品を読むと、ああ、この史料、この研究をもとに書いているとわかる。清張は作るのではなく、多くの史料をもとにフィクションを書いている。史実、フィクション含めて、清張の史料を尊重する姿勢は歴史学からも評価していい」と述べている[1]。
- 小説家の森福都は、フジテレビ系列で2005年に放送された時代劇『大奥〜華の乱〜』を見た勢いで大奥をテーマにした小説も読みたくなり、たまたま本作を探し当てたところ、「ドラマの視聴者もおおいに楽しめる、というよりは登場人物の造形や印象的なシーンなど、『大奥婦女記』と『大奥〜華の乱〜』の間には響き合う箇所がいくつもあり、脚本家はこの小説を参考にしたに違いないと思えるほどだ」と述べている[2]。